# 태일교
태일교(太一敎) 또는 태일도(太一道)는 금대(金代)에 화북지방에서 발생한 신도교 3파 중의 하나이다. 성립은 1140년경. 개조는 소포진(蕭抱珍)이며, <태일삼원(太一三元)의 법록>이 근본 경전이다.
당시 태일교는 부록을 써서 재앙을 제도(濟度)하였다 한다. 이는 종래의 도교와 조금도 다를 것이 없는 측면이라 하겠다. 그러나 한편, 중도(中道)를 중히 여기고 대처(帶妻)·음주(飮酒) 등을 엄금한 개혁적 측면도 있었다. 창립 초기에는 교세(敎勢)가 융성하였으며, 금(金)과 원(元) 왕실의 보호를 받아 몽고 지방에까지 교세가 미쳤으나 원대(元代)의 중기를 지나서 법계(法系)가 단절되고 말았다.

## 참고 문헌
- 이 문서에는 다음커뮤니케이션(현 카카오)에서 GFDL 또는 CC-SA 라이선스로 배포한 글로벌 세계대백과사전의 내용을 기초로 작성된 글이 포함되어 있습니다.